# روبرت تريفيرس
روبرت لودلو «بوب» تريفيرس (بالإنجليزية: Robert Ludlow "Bob" Trivers)‏؛ (وُلد في 19 فبراير 1943) هو عالِم الأحياء التطورية أمريكي وعالِم الأحياء الاجتماعية. اقترح تريفيرس نظريات الإيثار المتبادل (1971)، واستثمار الوالدين (1972)، وتحديد نسبة اختيارية بين الجنسين (1973)، والصراع بين الوالدين (1974). ساهم أيضاً من خلال شرح خداع النفس كاستراتيجية تطورية تكيفية (وُصِفت لأول مرة في عام 1976) ومناقشة الصراع داخل المجموعة.

## التعليم
درس تريفيرس النظرية التطورية مع إرنست ماير ووليام دروري في هارفارد من 1968 إلى 1972، وحصل على درجة الدكتوراة في علم الأحياء. نُشِرت أول ورقة رئيسية له بعنوان «الإيثار المتبادل»، في عام 1971.

## المهنة
درس تريفيرس في الكلية في جامعة هارفارد خلال العامين 1973-1978، ثم انتقل إلى جامعة كاليفورنيا (سانتا كروز)، حيث كان عضواً في هيئة التدريس من عام 1978 إلى عام 1994. وهو حالياً عضو هيئة التدريس البارز في جامعة روتجرز. في السنة الدراسية 2008-2009، كان زميلاً في معهد برلين للدراسات المتقدمة (Wissenschaftskolleg zu Berlin).
حصل تريفيرس على جائزة كرافورد لعام 2007 في العلوم البيولوجية عن «تحليله الأساسي للتطور الاجتماعي، والصراع والتعاون».
التقى تريفيرس هيوي ب نيوتن، رئيس حزب الفهود السود، في عام 1978 عندما تقدم نيوتن بطلب أثناء وجوده في السجن لإجراء دورة قراءة مع تريفيرس كجزء من شهادة الدراسات العليا في تاريخ الوعي في جامعة كاليفورنيا (سانتا كروز). أصبح تريفيرس ونيوتن صديقين حميمين: نيوتن كان عراباً لأحد بنات تريفيرس. انضم تريفيرس إلى حزب الفهود السود عام 1979. كما نشر ومع نيوتن تحليلاً لدور خداع النفس من قبل طاقم الطيران في تحطم طائرة طيران فلوريدا الرحلة 90. وقد أُبلغ تريفيرس مسبقاً بذلك من الفهود من قبل نيوتن في عام 1982 «لمصلحته».
كتب تريفيرس المقدمة الأصلية لكتاب ريتشارد دوكينز، الجين الأناني الذي اقترح فيه تريفيرس لأول مرة نظريته التكيفية عن خداع انفس.
في عام 2015، علقت جامعة روتجرز تريفيرس مع دفع مبلغ كجزء من النزاع المستمر حول فئة قسم الأنتروبولوجيا الذي كان مخصصاً له. قال ثريفيري أنه قد طُلب منه تدريس الفصل على الرغم من اعتراضه بدعوى أنه لا يعرف شيئاً عن الموضوع المحدد. في محاضرته الأولى، قال تريفيرس للصف أنه سيبذل قصارى جهده لتعلم الموضوع معهم ومع مساعدة المحاضرين. أوقفت روتجرز تريفيرس لإشراك الطلاب في الجدل. قال تريفيرس لجريدة الحرم الجامعيّ أن المسؤولين في روتجرز قد رفضوا الاجتماع معه. كما أخبر تريفيرس الصحيفة الطلابية: «ستعتقد أن الجامعة ستُظهر القليل من الاحترام لقدراتي في التدريس حول مواضيع أعرفها ولا تجبرني على تدريس مقرر حول موضوع لا أتقنه على الإطلاق».

## بيبيلوغرافيا

### الأوراق العلمية
- Trivers، R. L. (1971). "The Evolution of Reciprocal Altruism". The Quarterly Review of Biology. ج. 46 ع. 1: 35–57. DOI:10.1086/406755. JSTOR:2822435. مؤرشف من الأصل في 2022-05-27.
- Trivers, R. L. (1972) Parental investment and sexual selection. In B. Campbell (Ed.) Sexual selection and the descent of man, 1871-1971 (pp 136–179). Chicago, Aldine.
- Trivers، RL؛ Willard، DE (1973). "Natural selection of parental ability to vary the sex ratio of offspring". Science. ج. 179 ع. 4068: 90–2. Bibcode:1973Sci...179...90T. DOI:10.1126/science.179.4068.90. JSTOR:1734960. PMID:4682135.
- Trivers، R. L. (1974). "Parent-Offspring Conflict". American Zoologist. ج. 14 ع. 1: 249–264. DOI:10.1093/icb/14.1.249.
- Trivers، R. L.؛ Hare، H. (1976). "Haploidploidy and the evolution of the social insect". Science. ج. 191 ع. 4224: 249–63. Bibcode:1976Sci...191..249T. DOI:10.1126/science.1108197. PMID:1108197.
- Trivers, R. L. (1991) Deceit and self-deception: The relationship between communication and consciousness. In: M. Robinson and L. Tiger (eds.) Man and Beast Revisited, Smithsonian, Washington, DC, pp. 175–191.

### الكتب
- Trivers, R. L. (1985) Social Evolution. Benjamin/Cummings, Menlo Park, CA.
- Trivers, R. L. (2002) Natural Selection and Social Theory: Selected Papers of Robert L. Trivers. (Evolution and Cognition Series) Oxford University Press, Oxford. (ردمك 0-19-513062-6)
- Burt, A. & Trivers, R. L. (2006) Genes in Conflict : The Biology of Selfish Genetic Elements. دار نشر جامعة هارفارد، Harvard. (ردمك 0-674-01713-7)
- Trivers R, Palestis BG, Zaatari D. (2009) The Anatomy of a Fraud: Symmetry and Dance TPZ Publishers (ردمك 978-0-615-28756-0)
- Trivers R (2011) The Folly of Fools: The Logic of Deceit and Self-Deception in Human Life بيزيك بوكس  [لغات أخرى]‏ (ردمك 978-0-465-02755-2)
- Trivers R (2015) Wild Life: Adventures of an Evolutionary Biologist. Plympton. (ردمك 978-1938972126)

## وصلات خارجية
- الموقع الرسمي
- Rutgers School of Arts and Sciences